# Donagh MacCarthy
Donagh MacCarthy (v. 1594 – 4 août 1665), vicomte de Muskerry puis comte de Clan Carthy, fut un noble irlandais, beau-frère de James Butler, 1er duc d'Ormonde. Il servit comme général du Munster pendant les guerres confédérées irlandaises. Il est l'une des dix personnes à être nommées dans l'Act of Settlement of Ireland de 1652 comme les chefs des forces royalistes en Irlande.

## Biographie

### Origines
Il était le petit-fils de Sir Cormac MacCarthy, qui fut confirmé pair d'Irlande après avoir fait soumission à Élisabeth Ire d'Angleterre pendant la reconquête de l'Irlande par les Tudor vers la fin du XVIe siècle. Il appartenait à la lignée des Maccarthy originaire de la baronnie de Muskerry, qui constitue de nos jours la partie ouest du comté de Cork. À la différence de beaucoup de familles irlandaises gaéliques catholiques, ces MacCarthy prospérèrent dans l'État d'Irlande, anglais et protestant, du début du XVIIe siècle. Pourtant les événements de la Rébellion irlandaise de 1641 le firent se révolter contre cet État. Ce fut la petite noblesse gaélique catholique du nord de l'Ulster qui lança cette rébellion en octobre 1642, et, tout d'abord, Muskerry leva une armée parmi ses alliés et fermiers, afin de maintenir l'ordre public. Mais il rejoignit rapidement les rangs de la rébellion à cause des atrocités commises par le gouverneur anglais du Munster, William St Leger, à l'encontre des populations irlandaises catholiques en général, et certainement aussi parce que beaucoup de ses parents, qui avaient été spoliés de leurs terres par les colons protestants lors des Plantations en Irlande, s'étaient déjà joints à la rébellion. En 1642, il mit ses troupes au service de la Confédération irlandaise, gouvernement parallèle mis en place par les rebelles à Kilkenny.

### Sa vie
Muskerry fut nommé au « Conseil Suprême » de la Confédération irlandaise, et il prit part aux négociations avec Charles Ier et son représentant en Irlande, James Butler, 1er duc d'Ormonde, afin de former une alliance entre les Irlandais confédérés et les Anglais royalistes lors des Guerres des Trois Royaumes. 
Muskerry était favorable au Royalisme, et détestait les confédérés les plus intransigeants, comme le nonce du pape Innocent X, Giovanni Battista Rinuccini, ou Owen Roe O'Neill. Un historien l'accusa, alors qu'il était le commandant en chef des troupes confédérées du Munster, d'avoir volontairement saboté sa campagne avant la bataille de Knocknanuss en 1647, afin de forcer les Confédérés à accepter l'accord que lui et ses alliés avaient négocié avec d'Ormonde.
Les Confédérés approuvèrent effectivement le traité conclu avec Charles II et les royalistes anglais en 1649, peu après l'exécution de Charles I par le Parlement et la déclaration du Commonwealth d'Angleterre. Pourtant l'Irlande fut bientôt envahie par la New Model Army parlementaire, commandée par Cromwell, qui avait le but triple de venger le soulèvement de 1641, de confisquer suffisamment de terres pour payer quelques créanciers du Parlement, et, enfin, d'éliminer un dangereux bastion du royalisme.
Muskerry continua à se battre pendant les trois dernières années de sa campagne sur ses propres terres, à l'ouest de Cork et de Kerry, d'où il avait levé des troupes, formées de ses fermiers et de mercenaires connus sous le nom des Rapparees. Il fut l'un des derniers commandants irlandais à se rendre aux Anglais. Après avoir été défait par le général Roger Boyle à la bataille deKnocknaclashy (en) en 1651, il se replia dans les montagnes de Kerry. Le 27 juin 1652, il capitula, abandonnant sa dernière forteresse de Ross Castle près de Killarney. Après la dissolution de son armée de 5 000 hommes, il s'enfuit d'Irlande et voyagea en Espagne. Il fut récompensé en 1658 par le titre de comte de Clancarty que lui donna Charles II, et il put finalement récupérer ses terres grâce à l'Act of Settlement de 1662, avant de mourir à Londres en août 1665. Ses fils furent également des soldats :
- l'aîné, Charles Mac Carthy, prit d'abord du service chez les Français, puis chez les Anglais, aux côtés desquels il fut tué lors d'un combat naval de la Deuxième guerre anglo-néerlandaise, deux mois avant son père, en juin 1665.
- le cadet, Justin Mac Carthy, Lord Mountcashel, lieutenant-général de l'Armée jacobite en Irlande, reçut de Jacques II le titre de vicomte (1689), pour sa victoire éclatante sur O'Brien, puis de duc de Mountcashel (1690), lorsqu'il prit le commandement de la brigade irlandaise. Il mourut à Barèges en 1700[5].